# 绪林克斯
绪林克斯（英語：Syrinx，希臘語：Σύριγγα）。古希腊神话女性人物之一，为阿耳忒弥斯的追随者。后來因被潘追求而请求河神将自己变为芦苇，并因此衍生出一个令人难以忘怀的声音。後來亦成为作家与音乐家等人进行相关创作的重要素材。